# Sân vận động Sir Vivian Richards
Sân vận động Sir Vivian Richards (tiếng Anh: Sir Vivian Richards Stadium) là một sân vận động ở North Sound, Antigua, Antigua và Barbuda. Sân được xây dựng để sử dụng cho Giải vô địch cricket thế giới 2007. Tại World Cup 2007, sân đã tổ chức các trận đấu Super 8. Sân vận động này có sức chứa 10.000 người, nhưng sức chứa đã được tăng gấp đôi cho World Cup 2007 nhờ các chỗ ngồi tạm thời. Sân vận động được đặt theo tên của cựu đội trưởng đội tuyển cricket Tây Ấn, Viv Richards.

## Vị trí
Sân vận động cách thủ đô St. John's và sân bay quốc tế của Antigua và Barbuda khoảng 10–20 phút lái xe. Sân vận động này được xây dựng với chi phí khoảng 60 triệu đô la Mỹ, với phần lớn kinh phí đến từ khoản trợ cấp của Chính phủ Trung Quốc. Sân đã tổ chức trận đấu Test đầu tiên giữa Tây Ấn và Úc vào ngày 30 tháng 5 năm 2008. Trận đấu kết thúc với tỷ số hòa.

## Cơ sở vật chất

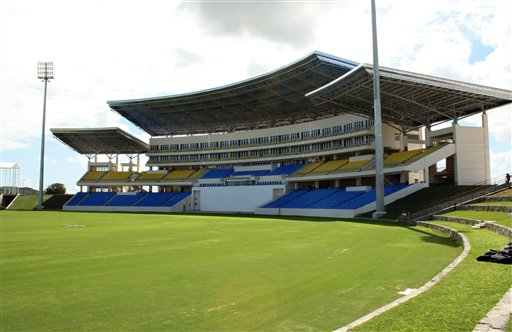
Sân vận động vào năm 2012

Sân vận động bao gồm hai khán đài chính: khán đài phía Bắc và khán đài phía Nam có năm tầng. Năm 2008, mái che của khán đài phía Nam đã bị hư hại do gió lớn. Các cơ sở vật chất khác bao gồm sân tập cho các đội cricket khác, cơ sở huấn luyện và trung tâm truyền thông. Sân vận động Sir Vivian Richards là một trong số ít các sân vận động có lối đi ngầm dành cho các đội khách.
Vào ngày 13 tháng 4 năm 2015, trước khi bắt đầu trận đấu Test giữa Tây Ấn và Anh, các khu cuối phía bắc và phía nam đã được đổi tên thành hai cựu cầu thủ cricket Tây Ấn, Sir Curtly Ambrose và Sir Andy Roberts.

## Tranh cãi về mặt sân
Trận đấu Test thứ hai với Anh tại sân vào ngày 13 tháng 2 năm 2009 đã bị hủy bỏ chỉ sau mười pha bóng do mặt sân bị hư hại nghiêm trọng.
Người phụ trách sân đã phủ thêm lớp cát sau trận mưa lớn gần đây, và một lần nữa sau một trận mưa rào vào buổi sáng trước trận đấu; điều này dẫn đến việc các cầu thủ ném bóng Tây Ấn Jerome Taylor và Fidel Edwards không thể đánh bật bóng ra sau đợt chạy.
Mặt sân đầy cát của sân đã khiến cho sân vận động này có biệt danh 'bãi biển thứ 366 của Antigua' trong quá trình chuẩn bị trận đấu.
Sau khi trận đấu bị hủy bỏ, WICB và ICC đã tổ chức các cuộc điều tra; việc này đã gây ra sự bối rối lớn cho đội tuyển cricket Tây Ấn.
ICC sau đó đã ra lệnh cấm tổ chức bất kỳ trận đấu quốc tế nào tại sân vận động này trong 12 tháng và cảnh báo chính thức đã được đưa ra cho WICB.

## Danh sách các trận có 5 cú đánh wicket

### Test
8 trận đấu Test có 5 cú đánh wicket đã được thực hiện tại sân vận động.
| # | Cầu thủ ném bóng    | Ngày                | Đội nhà | Đội khách   | Lượt | Over | Run | Wicket | Tỉ lệ | Kết quả |
| - | ------------------- | ------------------- | ------- | ----------- | ---- | ---- | --- | ------ | ----- | ------- |
| 1 | Brett Lee           | 30 tháng 5 năm 2008 | Úc      | Tây Ấn      | 2    | 21   | 59  | 5      | 2,8   | Hòa     |
| 2 | Sunil Narine        | 25 tháng 7 năm 2012 | Tây Ấn  | New Zealand | 1    | 43   | 132 | 5      | 3,06  | Thắng   |
| 3 | Kemar Roach         | 25 tháng 7 năm 2012 | Tây Ấn  | New Zealand | 3    | 23,2 | 60  | 5      | 2,57  | Thắng   |
| 4 | Ravichandran Ashwin | 21 tháng 7 năm 2016 | Ấn Độ   | Tây Ấn      | 3    | 25   | 83  | 7      | 3,32  | Thắng   |
| 5 | Kemar Roach         | 4 tháng 7 năm 2018  | Tây Ấn  | Bangladesh  | 1    | 5    | 8   | 5      | 1,6   | Thắng   |
| 6 | Shannon Gabriel     | 4 tháng 7 năm 2018  | Tây Ấn  | Bangladesh  | 3    | 12   | 77  | 5      | 6,41  | Thắng   |
| 7 | Ishant Sharma       | 22 tháng 8 năm 2019 | Ấn Độ   | Tây Ấn      | 2    | 17   | 43  | 5      | 2,52  | Thắng   |
| 8 | Jasprit Bumrah      | 22 tháng 8 năm 2019 | Ấn Độ   | Tây Ấn      | 4    | 8    | 7   | 5      | 0,87  | Thắng   |

### One Day International
1 trận đấu One-Day International có 5 cú đánh wicket đã được thực hiện tại sân vận động.
| # | Cầu thủ ném bóng | Ngày               | Đội nhà | Đội khách | Lượt | Over | Run | Wicket | Tỉ lệ | Kết quả |
| - | ---------------- | ------------------ | ------- | --------- | ---- | ---- | --- | ------ | ----- | ------- |
| 1 | Jason Holder     | 2 tháng 7 năm 2017 | Tây Ấn  | Ấn Độ     | 2    | 9,4  | 27  | 5      | 2,79  | Thắng   |

### Twenty20 International
1 trận đấu Twenty20 International có 5 cú đánh wicket đã được thực hiện tại sân vận động.
| # | Cầu thủ ném bóng | Ngày                | Đội nhà | Đội khách | Lượt | Over | Run | Wicket | Tỉ lệ | Kết quả |
| - | ---------------- | ------------------- | ------- | --------- | ---- | ---- | --- | ------ | ----- | ------- |
| 1 | Ryan McLaren     | 19 tháng 5 năm 2010 | Nam Phi | Tây Ấn    | 2    | 3,5  | 19  | 5      | 4,95  | Thắng   |